# Liste der Biografien/Hv
Liste der Biografien |
Portal Biografien |
Personensuche
# |
A |
B |
C |
D |
E |
F |
G |
H |
I |
J |
K |
L |
M |
N |
O |
P |
Q |
R |
S |
T |
U |
V |
W |
X |
Y |
Z |
?
 
Ha |
Hd |
He |
Hi |
Hj |
Hk |
Hl |
Hm |
Hn |
Ho |
Hr |
Hs |
Ht |
Hu |
Hv |
Hw |
Hy
Die Liste der Biografien führt alle Personen auf, die in der deutschsprachigen Wikipedia einen Artikel haben. Dieses ist eine Teilliste mit 39 Einträgen von Personen, deren Namen mit den Buchstaben „Hv“ beginnt.

## Hv

### Hva
- Hva, Li-suh, nordkoreanische Basketballspielerin
- Hval, Jenny (* 1980), norwegische Sängerin, Komponistin, Liedtexterin und AutorinJenny Hval (* 1980)

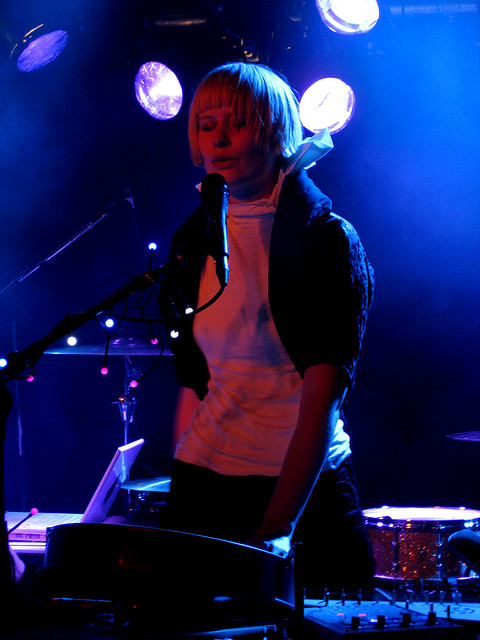
Jenny Hval (* 1980)

- Hvala, Jaka (* 1993), slowenischer Skispringer
- Hvam, Frank (* 1970), dänischer Schauspieler und Comedian
- Hvammen, Espen Aarnes (* 1988), norwegischer Eisschnellläufer
- Hvas, Søren Lodberg (* 1940), dänischer Geistlicher
- Hvass, Frants (1896–1982), dänischer Diplomat
- Hvass, Hans (1902–1990), dänischer Zoologe, Sachbuchautor und Tierschützer
- Hvasti, Franc (1944–2023), jugoslawischer Radrennfahrer
- Hvastija, Martin (* 1969), slowenischer Radrennfahrer

### Hve
- Hveding, Jacob, Løgmaður der Färöer
- Hveding, Vidkunn (1921–2001), norwegischer Politiker (Høyre), Mitglied des Storting, Minister für Öl und Energie
- Hveger, Ragnhild (1920–2011), dänische Schwimmerin
- Hvenfelt, Sofia (* 1996), schwedische Handballspielerin
- Hvenfelt, Thomas (* 1970), schwedischer Fußballspieler
- Hvězda z Vícemilic, Jan († 1425), tschechischer Heeresführer

### Hvi
- Hvid, Juliane (* 1998), dänische Mittelstreckenläuferin
- Hvide, Stig Andersen d. Ä. († 1293), dänischer Marschall
- Hvideberg, Jonas Iversby (* 1999), norwegischer Radrennfahrer
- Hvidt, Kasper (* 1976), dänischer Handballspieler
- Hvidtfeldt, Youssef Wayne (* 1988), dänischer Schauspieler
- Hviezdoslav, Pavol Országh (1849–1921), slowakischer Dichter
- Hviid, Carl Johan (1899–1964), dänischer Schauspieler
- Hviid, Dina (* 1947), schwedische Bildhauerin
- Hviid, Frederik (* 1974), spanischer Schwimmer
- Hviid, Frederik Louis (* 1988), dänischer Filmregisseur und Drehbuchautor
- Hvilshøj, Rikke (* 1970), dänische Politikerin
- Hvilsom, Mads (* 1992), dänischer Fußballspieler
- Hvistendahl, Mara, US-amerikanische Wissenschaftsjournalistin
- Hvitfeldt, Iver (1665–1710), norwegisch-dänischer Admiral
- Hvitserk Ragnarsson, Wikingerführer und Fürst von Hellespont

### Hvm
- HVME, spanischer Musikproduzent

### Hvo
- Hvorecký, Michal (* 1976), slowakischer Schriftsteller und Journalist
- Hvorostovsky, Dmitri (1962–2017), russisch-britischer Opernsänger (Bariton)Dmitri Hvorostovsky (1962–2017)

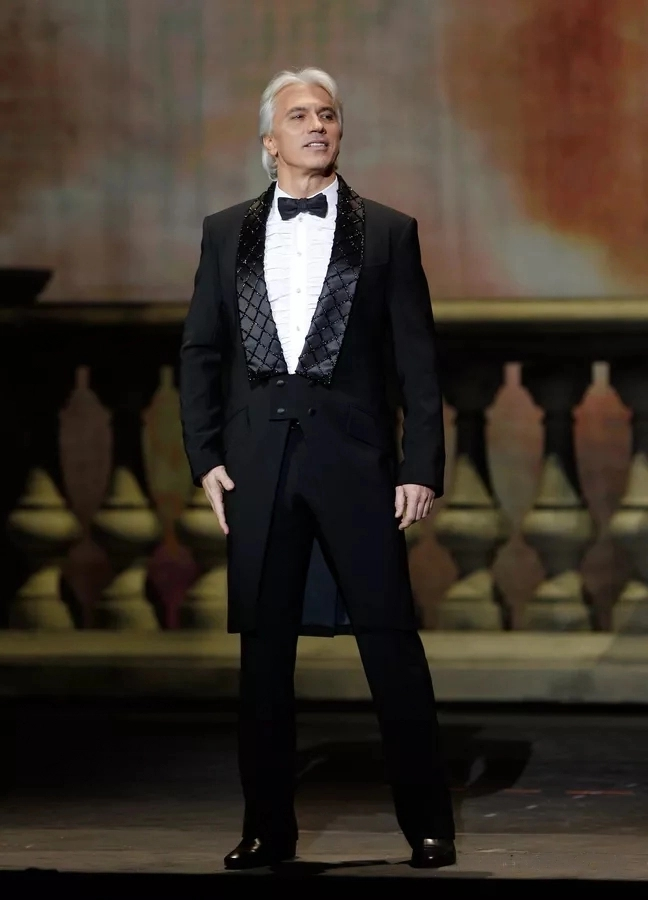
Dmitri Hvorostovsky (1962–2017)

- Hvorslev, Mikael Juul (1895–1989), dänischer Ingenieur für Grundbau und Bodenmechanik
- Hvorup, Jacob (* 1999), dänischer Sprinter
- Hvoslef, Anna (1866–1954), norwegische Journalistin und Frauenrechtlerin
- Hvoslef, Ketil (* 1939), norwegischer Komponist
- Hvostov, Andrei (* 1963), estnischer Schriftsteller und Journalist